# دستور ترانسنيستريا

شعار جمهورية بريدنيستروفيا المولدافية

دستور ترانسنيستريا تمت الموافقة على دستور ترانسنيستريا الحالي من خلال استفتاء وطني في 24 ديسمبر 1995، ووقعه رئيس ترانسنيستريا في 17 يناير 1996 كقانون. وكجزء من تحرك الإقليم نحو الإصلاحات القائمة على السوق، تم تعديله في 30 يونيو 2000.
ينص الدستور على الفصل بين السلطات القضائية والتشريعية والتنفيذية. وهي تسمي الروسية والأوكرانية والمولدافية كلغات رسمية ثلاث للجمهورية، وتمنح الحرية الدينية، وتمنح كل مواطن حرية التعبير والحق في الملكية. كما أنشأت ترانسنيستريا كدولة مستقلة ذات سيادة ذات ديمقراطية متعددة الأحزاب واقتصاد سوق.
في عام 2009 عين الرئيس إيغور سميرنوف لجنة دستورية اقترحت بعض التغييرات الدستورية المثيرة للجدل. الغرض المعلن للدستور الجديد هو مواءمة تشريعات ترانسنيستريا مع تشريعات الدولة الضامنة الرئيسية لها وهي روسيا. ومن بين التغييرات المقترحة إدخال مجلسين تشريعيين يتم انتخاب مجلس النواب منها وتعيين مجلس الشيوخ، وإلغاء انتخابات الإدارات الريفية. تم نشر مسودة رسمية في 11 سبتمبر 2009. أرسل سميرنوف المسودة إلى البرلمان في 23 أكتوبر. تم التخطيط لإجراء استفتاء في 24 يناير 2010، لكن الاقتراح فشل في البرلمان في 18 نوفمبر. وسيتم تعديل المسودة مرة أخرى.
في يونيو 2011 اعتمده البرلمان، وفي يوليو وقع الرئيس التعديلات الجديدة، وتم إلغاء منصب نائب رئيس جمهورية مولدوفا بريدنيستروفيان، وتقديم منصب رئيس الوزراء وهيئة ممثلة للحكومة.